# Mischocyttarus bahiae
Mischocyttarus bahiae är en getingart som beskrevs av Richards 1945. Mischocyttarus bahiae ingår i släktet Mischocyttarus och familjen getingar. Inga underarter finns listade i Catalogue of Life.